# Бабуся (фільм, 2015)
«Бабуся» (англ. Grandma) — американський комедійно-драматичний фільм, знятий Полом Вайцом. Світова прем'єра фільму відбулась 30 січня 2015 року на кінофестивалі «Санденс», де він виступав як нічний фільм закриття.

## У ролях
- Лілі Томлін — Ель Рід
- Джулія Гарнер — Сейдж
- Марсія Ґей Гарден — Джуді
- Джуді Грір — Олівія
- Сем Елліотт — Карл
- Лаверн Кокс — Деті
- Елізабет Пенья — Карла
- Нат Вольф — Кем
- Джон Чо — Чау

## Визнання
| Нагороди та номінації фільму «Бабуся» | Нагороди та номінації фільму «Бабуся» | Нагороди та номінації фільму «Бабуся» | Нагороди та номінації фільму «Бабуся» | Нагороди та номінації фільму «Бабуся» | Нагороди та номінації фільму «Бабуся» |
| Рік                                   | Кінопремія / Кінофестиваль            | Категорія / Нагорода                  | Номінант                              | Результат                             |                                       |
| ------------------------------------- | ------------------------------------- | ------------------------------------- | ------------------------------------- | ------------------------------------- | ------------------------------------- |
| 2015                                  | Кінопремія «Готем»                    | Найкраща акторка                      | Лілі Томлін                           | Номінація                             |                                       |